# Estelle Yancey
Estelle „Mama“ Yancey (* 1. Januar 1896 als Estelle Harris in Cairo, Illinois; † 19. April 1986 in Chicago, Illinois) war eine US-amerikanische Bluessängerin.

## Leben
Sie wuchs in Chicago auf, wo sie in Kirchenchören sang und das Gitarrespiel lernte. Hier legte sie die Grundlagen ihres seelenvollen, ausdrucksstarken Gesangs. 1917 heiratete sie den Pianisten Jimmy Yancey, mit dem sie in den folgenden Jahren bei informellen Treffen, Houserent partys und in Bluesclubs Chicagos auftrat. Da ihr Mann kein besonders guter Sänger war, ging sie mit ihm oft ins Plattenstudio. 1951 nahm sie ihre letzte Platte mit ihrem Ehemann auf, der bald darauf an einem Schlaganfall verstarb.
Estelle Yancey nahm jedoch weiter Platten auf, so für Smithsonian Folkways Records, Verve, Evidence und andere. Dabei arbeitete sie auch mit anderen Pianisten zusammen, wie etwa Erwin Helfer.  

## Diskographie (Auswahl)
- 1943: Pure Blues Blues
- 1952: Jimmy and Mama Yancey: Chicago Piano, Vol. 1
- 1965: Mama Yancey Sings
- 1966: Blues
- 1983: Maybe I’ll Cry
- 1993: The Blues of Mama Yancey – mit Axel Zwingenberger
- 1998: The Unissued 1951 Yancey Wire Recordings